# George Holcombe
George Holcombe (* März 1786 in West Amwell, Hunterdon County, New Jersey; † 14. Januar 1828 in Allentown, New Jersey) war ein US-amerikanischer Politiker. Zwischen 1821 und 1828 vertrat er den Bundesstaat New Jersey im US-Repräsentantenhaus.

## Werdegang
George Holcombe besuchte die öffentlichen Schulen seiner Heimat und studierte danach bis 1805 am Princeton College. Nach einem anschließenden Medizinstudium an der University of Pennsylvania und in Trenton begann er 1808 in Allentown in seinem neuen Beruf zu arbeiten. Er praktizierte dort bis 1815 und bekleidete auch verschiedene lokale Ämter. Gleichzeitig schlug er eine politische Laufbahn ein. In den Jahren 1815 und 1816 war er als Mitglied der Demokratisch-Republikanischen Partei Abgeordneter in der New Jersey General Assembly.
Bei den Kongresswahlen des Jahres 1820 wurde Holcombe für den dritten Sitz von New Jersey in das US-Repräsentantenhaus in Washington, D.C. gewählt, wo er am 4. März 1821 die Nachfolge von Bernard Smith antrat. Nach drei Wiederwahlen konnte er bis zu seinem Tod am 14. Januar 1828 im Kongress verbleiben. In den 1820er Jahren schloss sich Holcombe der Bewegung um den späteren Präsidenten Andrew Jackson an. Im Kongress erlebte er etwa seit 1825 die heftigen Auseinandersetzungen zwischen den Anhängern und den Gegnern Jacksons.
George Holcombe wurde auf dem Kongressfriedhof in der Bundeshauptstadt Washington beigesetzt.